# Dolcino
Dolcino, Dulcinus, Dulcyn (ur. ok. 1250 w Prato Sesia, zm. 1 czerwca 1307 w Vercelli) – nowicjusz w klasztorze franciszkańskim w Trydencie, przywódca grupy religijnej Braci Apostolskich po śmierci jej założyciela, Gerarda Segarellego.
Prawdopodobnie był synem księdza z diecezji Novary. Wstąpił do grupy religijnej braci apostolskich, w czasie jej prześladowań w 1300 schronił się w Dalmacji, skąd w listach atakował papiestwo, zapowiadając m.in. jego upadek i święty pokój. Szybka śmierć papieża stała się dla chłopstwa i biedoty miejskiej potwierdzeniem trafności jego przepowiedni. W 1303 przybył do Lombardii i kierował chłopskim powstaniem w północnych Włoszech, skierowanym przeciwko władzom kościelnym oraz feudałom. Broniąc się wraz z kilkuset zwolennikami w górach, w okolicach Parmy Dolcino został ujęty przez uczestników zorganizowanej przez papieża krucjaty.  Po postawieniu przed sądem inkwizycyjnym wraz z mniszką Małgorzatą z Trydentu i Longinem z Bergamo, po torturach został spalony na stosie w Vercelli.
Jego historię zamieścił w Boskiej komedii Dante Alighieri, jest też jednym z wątków pobocznych książki Imię róży, pierwszej powieści Umberta Eco.